# يهوذا بن قريش
يهوذا بن قريش (بالعبرية: יהודה אבן קריש // بالفرنسية: Judah ibn Kuraish) كان يهوديا ومتخصصا في علم اللاهوت في شمال افريقيا من أصل يهودي جزائري.

## حياته
ولد في تيارت في شمال أفريقيا وازدهر في القرن التاسع. في حين تقدمت أعماله النحوية قليلا وراء أسلافه، كان الأول في دراسة فقه المقارن في العبرية ، الآرامية والعربية. لقد أدرك أن اللغات السامية المختلفة مشتقة من مصدر واحد وأنه بالرغم من اختلافها في تطورها، فإنها تخضع لنفس القوانين اللغوية. كانت أبحاثه النحوية في يهوذا أصلية، وأبقى على آرائه بغض النظر عن الميشناه والتلمود ، لذا فقد اعتبر خطأً قاضيًا.

## الرسالة - Risalah
رسالته، وهي رسالة باللغة العربية لكن مكتوبة بالخط العبراني، إلى المجتمع في فاس (Ed. Bargès و Goldberg ، باريس، 1857) ، هي أقدم مساهمة معروفة في الدراسة النقدية للغات السامية. ينقسم العمل إلى ثلاثة أقسام، مع مقدمة. ويحذر المجتمع من عدم إهمال دراسة تارغوميم لأنهم مهمون لمعرفة صحيحة للكتاب المقدس الذي يحتوي على العديد من الآرامية. في القسم الأول، يقارن الكلمات الكتابية بالكلمات الآرامية المشابهة. في القسم الثاني، يركز على مقارنة الكلمات الكتابية مع الكلمات العبرية في وقت لاحق. يقوم بإجراء المقارنة على 17 كلمة حتى إذا لم يكن لديهم مقارنة مباشرة. القسم الثالث منظم بشكل مختلف عن الاثنين الآخرين في أنه لا يتعامل مع كلمات فردية. بدلا من ذلك، يتعامل مع العلاقة الأكبر بين اللغات السامية الثلاثة. يستكشف أفكارًا مثل تبادل الحروف أو النطق، أو وجود أو فقدان بعض الحروف الأضعف في الجذور مثل الراهبة، وتغيير الحروف المستخدمة في الأزمنة، والتغييرات في الجنس في الأسماء والرقم وحروف العلة الإضافية أو الافتقار إليها. تم إرفاق قسم إضافي بالجزء الثالث الذي يدرس فيه العلاقة بين العربية والعبرية، على وجه التحديد. ويشير على وجه الخصوص إلى تبادلات ألف مع آين، وأين مع غين، وزاين مع داليت، وتساد مع تيه، وشين مع تا، إلخ.
ويقال أيضا أنه كتب، بالإضافة إلى الرسالة، وقاموس، وكتاب عن الوصايا. ومع ذلك، لا يعرف إلا القليل عنها. على الرغم من أنه يذكر قاموسه في الرسالة، فلا شيء منه أو كتابه الآخر.